# I Love You, I'm Sorry
I Love You, I'm Sorry è un singolo della cantautrice statunitense Gracie Abrams, pubblicato l'11 ottobre 2024 come terzo estratto dal secondo album in studio The Secret of Us.

## Tracce
Testi e musiche di Gracie Abrams, Audrey Hobert e Aaron Dessner.
1. I Love You, I'm Sorry – 2:37

## Classifiche

### Classifiche settimanali
| Classifica (2024) | Posizione massima |
| ----------------- | ----------------- |
| Australia         | 7                 |
| Austria           | 40                |
| Belgio (Fiandre)  | 11                |
| Canada            | 14                |
| Filippine         | 64                |
| Germania          | 73                |
| Grecia            | 88                |
| Irlanda           | 1                 |
| Libano            | 9                 |
| Lituania          | 88                |
| Norvegia          | 8                 |
| Nuova Zelanda     | 5                 |
| Paesi Bassi       | 9                 |
| Portogallo        | 29                |
| Regno Unito       | 4                 |
| Stati Uniti       | 19                |
| Svezia            | 36                |
| Svizzera          | 40                |

### Classifiche di fine anno
| Classifica (2024) | Posizione |
| ----------------- | --------- |
| Australia         | 86        |
| Portogallo        | 153       |
| Regno Unito       | 77        |